# 二本松万古焼
二本松万古焼（にほんまつばんこやき）は、福島県二本松市で焼かれている陶磁器。
安政年間に、山下春吉によって始められたと伝わる。嘉永6年（1853年）、二本松藩主が京都から陶工を呼びよせ、下級武士に副業として推奨した。当初は、四角形や五角形の急須が生産されたが、茶道で好まれる丸形急須の生産へと移行した。地元の粘土を使い、手びねり型くずし製法で作られる。指でつけた梅花模様に特徴がある。
2025年時点で、井上窯のみで生産されている。